# Pływanie na Letnich Igrzyskach Olimpijskich 1968 – 4 × 100 m stylem dowolnym kobiet
Sztafeta 4 × 100 m stylem dowolnym kobiet – jedna z konkurencji pływackich rozgrywanych podczas XIX Igrzysk Olimpijskich w Meksyku. Eliminacje i finał odbyły się 26 października 1968 roku.
Mistrzyniami olimpijskimi zostały Amerykanki. Sztafeta w składzie: Jane Barkman (1:01,2), Linda Gustavson (1:00,5), Susan Pedersen (1:01,3) i Jan Henne (59,5) ustanowiła nowy rekord olimpijski, uzyskawszy czas 4:02,5. Srebrny medal zdobyły reprezentantki NRD (4:05,7). Brąz wywalczyły Kanadyjki, kończąc wyścig finałowy z wynikiem 4:07,2.

## Rekordy
Przed zawodami rekord świata i rekord olimpijski wyglądały następująco:
| Rekord            | Reprezentacja | Czas   | Miejsce     | Data                 |       |
| ----------------- | --- | ------ | ----------- | -------------------- | ----- |
| Rekord świata     | Stany Zjednoczone · Lillian Watson · Pam Carpinelli · Linda Gustavson · Jan Henne                                          | 4:01,1 | Santa Clara | 6 lipca 1968         | [ 1 ] |
| Rekord olimpijski | Stany Zjednoczone · Sharon Stouder (1:01,2) · Donna de Varona (1:00,9) · Lillian Watson (1:00,7) · Kathleen Ellis (1:01,0) | 4:03,8 | Tokio       | 15 października 1964 | [ 2 ] |

W trakcie zawodów ustanowiono następujące rekordy:
| Data            | Etap konkurencji | Reprezentacja | Czas   | Rekord |
| --------------- | ---------------- | --- | ------ | ------ |
| 26 października | finał            | Stany Zjednoczone · Jane Barkman (1:01,2) · Linda Gustavson (1:00,5) · Susan Pedersen (1:01,3) · Jan Henne (59,5) | 4:02,5 | OR     |

## Wyniki

### Eliminacje
| Miejsce | Wyścig | Państwo           | Zawodniczki                                                                                                | Czas   | Uwagi |
| ------- | ------ | ----------------- | --- | ------ | ----- |
| 1.      | 3      | NRD               | Gabriele Wetzko (1:02,3) Roswitha Krause (1:03,3) Uta Schmuck (1:01,4) Gabriele Perthes (1:03,3)           | 4:10,3 | Q     |
| 2.      | 2      | Stany Zjednoczone | Jane Barkman (1:01,9) Linda Gustavson (1:02,2) Jan Henne (1:01,0) Susan Pedersen (1:06,0)                  | 4:11,1 | Q     |
| 3.      | 1      | Australia         | Lyn Bell (1:02,2) Julie McDonald (1:04,4) Lynne Watson (1:03,2) Jenny Steinbeck (1:02,2)                   | 4:12,0 | Q     |
| 4.      | 2      | Węgry             | Edit Kovács (1:04,2) Magdolna Patóh (1:02,7) Andrea Gyarmati (1:04,2) Judit Turóczy (1:02,5)               | 4:13,6 | Q     |
| 5.      | 3      | Kanada            | Angela Coughlan (1:04,0) Marilyn Corson (1:04,8) Elaine Tanner (1:03,3) Marion Lay (1:02,0)                | 4:14,1 | Q     |
| 6.      | 2      | Japonia           | Shigeko Kawanishi (1:03,1) Yoshimi Nishigawa (1:03,7) Yumiko Ono (1:04,8) Miwako Kobayashi (1:02,9)        | 4:14,5 | Q     |
| 7.      | 1      | Francja           | Marie-José Kersaudy (1:05,1) Simone Hanner (1:03,7) Danièle Dorléans (?) Claude Mandonnaud (?)             | 4:15,4 | Q     |
| 8.      | 3      | Wielka Brytania   | Shelagh Ratcliffe (1:04,7) Fiona Kellock (1:04,8) Susan Williams (1:04,8) Alexandra Jackson (1:02,0)       | 4:16,3 | Q     |
| 9.      | 2      | Holandia          | Hella Rentema (1:05,1) Bep Weeteling (1:05,8) Mirjam van Hemert (1:03,6) Nel Bos (1:02,2)                  | 4:16,7 |       |
| 10.     | 1      | ZSRR              | Zoja Duś (1:03,7) Tamara Sosnowa (1:06,0) Natalja Ustinowa (1:03,9) Lidija Hrebeć (1:03,5)                 | 4:17,1 |       |
| 11.     | 1      | Szwecja           | Elisabeth Berglund (1:03,6) Elisabeth Morris (1:06,2) Lotten Andersson (1:03,6) Ingrid Gustavsson (1:04,8) | 4:18,2 |       |
| 12.     | 1      | RFN               | Heidi Reineck (1:05,1) Aloisia Bauer (1:04,2) Ingeborg Renner (1:05,3) Helmi Boxberger (1:04,8)            | 4:19,4 |       |
| 13.     | 1      | Meksyk            | María Teresa Ramírez (1:03,5) Laura Vaca (1:06,0) Marcia Arriaga (1:05,4) Norma Amezcua (1:07,0)           | 4:21,9 |       |
| 14.     | 3      | Urugwaj           | Emilia Figueroa (1:06,7) Ruth Apt (1:06,9) Felicia Ospitaletche (1:09,8) Lylian Castillo (1:10,0)          | 4:33,4 |       |
| 15.     | 2      | Salwador          | María Moreño (1:09,2) Rosa Hasbún (1:11,0) Donatella Ferracuti (1:10,3) Carmen Ferracuti (1:09,3)          | 4:39,8 |       |

### Finał
| Miejsce | Państwo           | Zawodniczki                                                                                              | Czas   | Uwagi |
| ------- | ----------------- | --- | ------ | ----- |
| 1. !    | Stany Zjednoczone | Jane Barkman (1:01,2) Linda Gustavson (1:00,5) Susan Pedersen (1:01,3) Jan Henne (59,5)                  | 4:02,5 | OR    |
| 2. !    | NRD               | Gabriele Wetzko (1:01,5) Roswitha Krause (1:01,6) Uta Schmuck (1:02,2) Martina Grunert (1:00,4)          | 4:05,7 |       |
| 3. !    | Kanada            | Angela Coughlan (1:02,4) Marilyn Corson (1:03,6) Elaine Tanner (1:01,7) Marion Lay (59,5)                | 4:07,2 |       |
| 4.      | Australia         | Jenny Steinbeck (1:02,7) Sue Eddy (1:03,5) Lynne Watson (1:01,6) Lyn Bell (1:00,9)                       | 4:08,7 |       |
| 5.      | Węgry             | Edit Kovács (1:03,8) Magdolna Patóh (1:02,7) Andrea Gyarmati (1:02,6) Judit Turóczy (1:01,9)             | 4:11,0 |       |
| 6.      | Japonia           | Shigeko Kawanishi (1:02,6) Yoshimi Nishigawa (1:03,3) Yasuko Fujii (1:05,1) Miwako Kobayashi (1:02,6)    | 4:13,6 |       |
| 7.      | Wielka Brytania   | Shelagh Ratcliffe (1:05,2) Fiona Kellock (1:04,8) Susan Williams (1:04,9) Alexandra Jackson (1:03,1)     | 4:18,0 |       |
| 8. !    | Francja           | Marie-José Kersaudy (1:05,3) Simone Hanner (1:03,1) Danièle Dorléans (1:04,3) Claude Mandonnaud (1:01,6) | 4:14,3 | DSQ   |